# ブフォン論争
ブフォン論争（仏: Querelle des Bouffons）は、1750年代にヨーロッパの知識人の間で起こった論争をさす用語である。特に、ジョヴァンニ・バッティスタ・ペルゴレージの『奥様女中』が1752年にパリでエウスターキオ・バンビーニ（Eustachio Bambini）率いるイタリアの歌劇役者たちによって上演され、その上演が終わる1754年までの間、議論が白熱した。（なお、『奥様女中』のフランス初演は1746年10月4日で 、その時は何の注目も喚起しなかった。）議論の中心人物はフランスの作曲家ジャン＝フィリップ・ラモーであり、その作品はイタリア・オペラの愛好者から不自然・人為的と攻撃され、百科全書派の反王党派の人々からも批判されていた。とりわけ反ラモーの急先鋒はジャン＝ジャック・ルソーである。ルソーは、旋律よりも和声の優位を強調しがちなラモーの主張や作曲様式を否定し、ラモーの和声理論に見られる短所を、それが短所であるというだけで攻撃し続けた。ラモーの作曲様式は、明らかにジャン＝バティスト・リュリの作曲様式を出発点としているが、ラモーと同時代のその他のバレエ作曲家やリュリの作品に比べると、踊り手に対して、滑らかに滑走するようなステップよりも、随所で跳躍するようなステップを要求しがちでもあった。ラモーは一連の著述の中で自作について釈明し、独自の作風によって作曲し続けた。論争自体は1764年にラモーが没すると沙汰止みとなった。
このように、ラモーの作風や音楽理論は、同時代の知識人から好奇の目で見られたものの、音楽現象の合理的な把握と知的で明晰な楽曲構成の追究という側面は、19世紀になってサン＝サーンスやポール・デュカスらにより再評価された。